# Castro de Elviña (España)
Castro de Elviña (en gallego y oficialmente, O Castro de Elviña) es una pequeña villa de la parroquia de Elviña, en el concejo de La Coruña. Situado al oeste del pueblo de Peñarredonda, puebla 382 habitantes. 

## Naturaleza
Hacia el O de la villa y al S del famoso castro de Elviña, se asienta un bosque de eucaliptos; y al NO, unos campos de cultivos, y en un pequeño collado que hay al SO del monte do Castro, se puede admirar el valle de Mesoiro. Desde la casa del Francés, casi a la entrada de la Universidad. Se puede ver toda la ciudad de la Coruña. Desde el castro también se puede ver la ciudad y la universidad.
Desde el eucaliptal, se sale dos rutas de Mountain Bike.
Una recorre los montes de Zapateira
Otro recorre los montes de Zapateira también y pasa por Orro y Brega. Es la más larga y es más dificultosa que la anterior. 

## Arquitectura
Aparte del castro de Elviña, en el propio pueblo se encuentra algunas construcciones destacables; en el barrio de O Couto.
Se encuentra algunos hórreos en la zona, pero lo más interesante es la fuente de Abaixo.

## Castro de Elviña
Aquí se encuentra el famoso Castro de Elviña. Situado en la cima de monte do Castro. Hay varios recintos aterrazados y una muralla defensiva que rodea el castro.

## Economía y servicios
Debido al castro, su economía se basa en la hostelería y el turismo. 
En esta población es donde también se encuentra uno de los campus universitario de la universidad de la Coruña.